# مایا (کتاب)
مایا نام کتابی‌ نوشتهٔ یوستین گردر نویسنده نروژی است که در سال ۱۹۹۹ میلادی در نروژ منتشر شده‌. این کتاب در سال ۱۳۸۷ توسط مهرداد بازیاری ترجمه شد و نشر هرمس آن را منتشر کرد.

## داستان
فرانک انسانی‌ست که به هیچ رمز و رازی باور ندارد و حیات را در کرهٔ زمین حاصل یک تصادف می‌داند و از طرفی دیگر یک زوج اسپانیایی به نام‌های آنا و خوزه معتقدند از همان لحظهٔ مهبانگ هستی، مسیری مشخص و هدف‌دار را طی کرده و هنوز هم در راه رسیدن به هدف هستند. داستان از زبان یک نویسندهٔ انگلیسی به نام جان اسپوک نقل می‌شود. کتاب در واقع نامه‌ایست که فرانک به همسرش نوشته و یک نسخه از آن را در اختیار جان اسپوک قرار داده.

## منبع
1. ↑  «مایا». سازمان اسناد و کتابخانه ملی جمهوری اسلامی ایران. بایگانی‌شده از اصلی در ۲۷ مارس ۲۰۱۷. دریافت‌شده در ۱۹ دی ۱۳۹۰.